# Rosche
Rosche is een gemeente in de Duitse deelstaat Nedersaksen. De gemeente maakt deel uit van de Samtgemeinde Rosche in de Landkreis Uelzen, en is de zetel van het bestuur daarvan. Rosche telt 2.033 inwoners.

## Geografie, verkeer
In de gemeente Rosche liggen naast het gelijknamige dorp en het daaraan vastgebouwde, oude, West-Slavische Rundlingsdorf Prielip, een groot aantal andere dorpjes en gehuchten. Hiertoe behoren o.a. de bij een gemeentelijke herindeling d.d. 1 juli 1972 aan de gemeente toegevoegde plaatsjes Borg, Göddenstedt, Hohenweddrien, Katzien, Nateln, Polau, Schmölau, Schwemlitz, Stütensen, Teyendorf en Zarenthien.
Door de gemeente loopt van west (Uelzen) naar oost (Lüchow (Wendland)) de Bundesstraße 493.

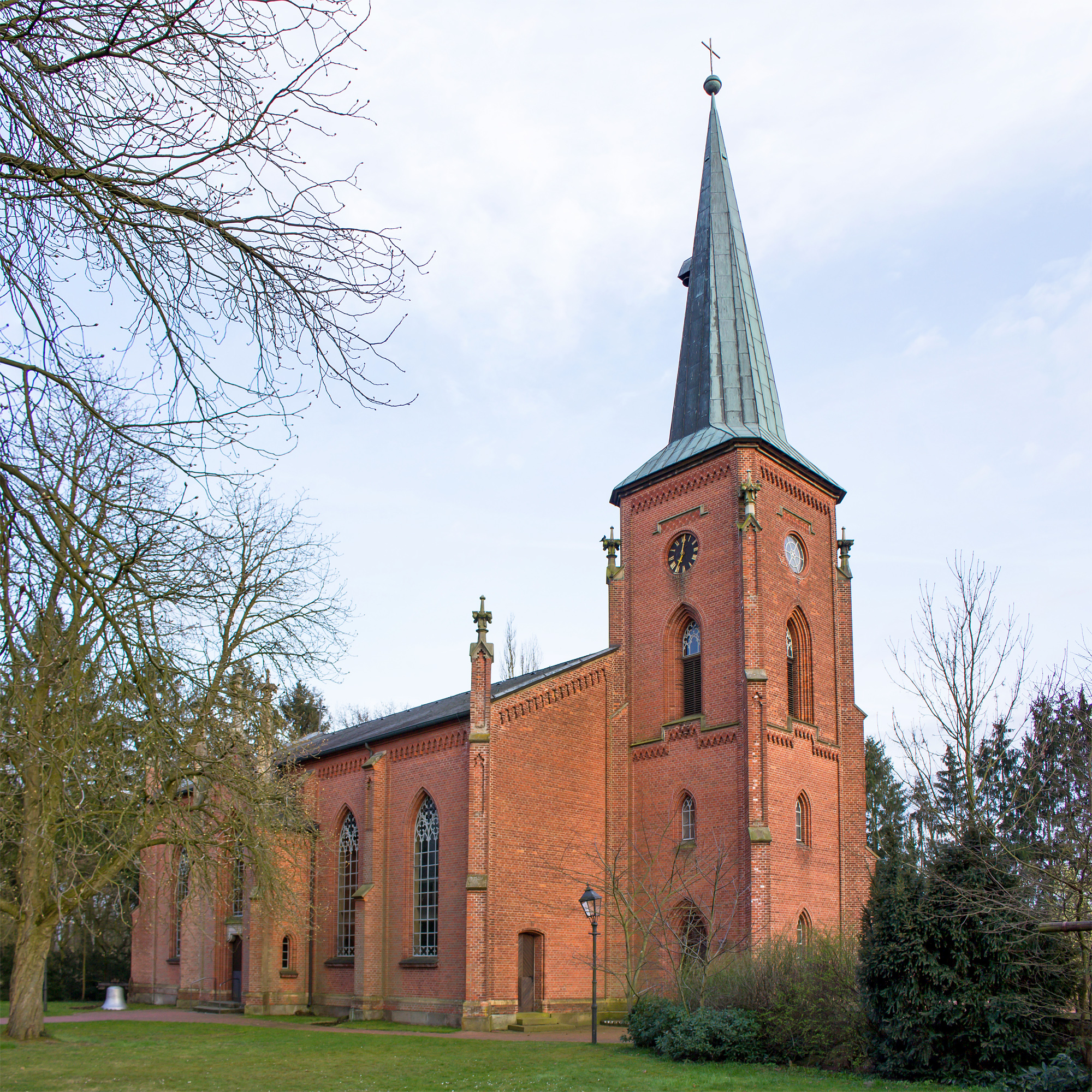
Kerk St. Johannis in Rosche (1860)

## Geschiedenis
Rosche wordt in een document uit het jaar 1230 voor het eerst vermeld. Rosche en zijn omgeving zijn tot ver na de Tweede Wereldoorlog agrarisch gebied gebleven. In de 18e eeuw was er enige welvaart door goed renderende teelt van aardappelen, en vanaf het laatste kwart van de 19e eeuw kende Rosche voorspoed door de verbouw van suikerbieten. Deze konden voor goede prijzen verkocht worden aan o.a. de suikerfabriek van Uelzen. Enkele boeren konden zich zulke grote boerderijen permitteren, dat deze in de volksmond Rübenburge, suikerbietenkastelen werden genoemd.
- Gemeinsame Normdatei: 4632079-9
- Virtual International Authority File: 244742439

Altenmedingen · 
Bad Bevensen · 
Bad Bodenteich · 
Barum · 
Bienenbüttel · 
Ebstorf · 
Eimke · 
Emmendorf · 
Gerdau · 
Hanstedt · 
Himbergen · 
Jelmstorf · 
Lüder · 
Natendorf · 
Oetzen · 
Rätzlingen · 
Römstedt · 
Rosche · 
Schwienau · 
Soltendieck · 
Stoetze · 
Suderburg · 
Suhlendorf · 
Uelzen · 
Weste · 
Wrestedt · 
Wriedel